# Asplenium gilliesii
Asplenium gilliesii är en svartbräkenväxtart som beskrevs av William Jackson Hooker. Asplenium gilliesii ingår i släktet Asplenium och familjen Aspleniaceae. Inga underarter finns listade.